# Vochtig wilgenstruweel op voedselrijke bodem
Het vochtig wilgenstruweel op voedselrijke bodem is een karteringseenheid in de Biologische Waarderingskaart (BWK) van Vlaanderen en het Brussels Hoofdstedelijk Gewest met als code 'sf'.
In de vegetatiekunde wordt dit biotoop vertegenwoordigd door een volledige klasse, de klasse van wilgenvloedbossen en -struwelen, en een associatie uit een andere klasse, de associatie van grauwe wilg uit de klasse van wilgenbroekstruwelen.
Het vochtig wilgenstruweel op voedselrijke bodem staat gewaardeerd als 'Biologisch zeer waardevol'.

## Naamgeving, etymologie en codering
- BWK-code: sf
- Syntaxoncode (Nederland): r41 Klasse van wilgenvloedbossen en -struwelen (Salicetea purpureae) en 36Aa02 Associatie van grauwe wilg (Salicetum cinereae).

## Kenmerken
Vochtige wilgenstruwelen op voedselrijke bodem vinden we vooral in de getijdenzone en de uiterwaarden van grote rivieren en op natte tot zeer natte alluviale bodems die min of meer frequent  overstromen.
In de getijdenzone, waarin de bodem dagelijks of enkel tijdens springvloeden overstroomd wordt, ontwikkelt zich meestal een struweel of bos van smalbladige wilgen of ooibos van de klasse van wilgenvloedbossen en -struwelen. Op voedselrijke bodems waar zich het hele jaar door een hoge grondwaterspiegel voordoet, vinden we eerder een breedbladig wilgenstruweel van de associatie van grauwe wilg.

### Soortensamenstelling
In het smalbladig wilgenstruweel zijn schietwilg, amandelwilg, katwilg, Duitse dot, en in Vlaanderen vooral Salix ×mollissima, een kruising tussen amandelwilg en katwilg, kenmerkend voor de boom- en struiklaag, die trouwens in elkaar overgaan. De kruidlaag is eerder arm aan soorten, met bittere veldkers, bitterzoet, ruw beemdgras, haagwinde, de exoot reuzenbalsemien en de zeldzame spindotterbloem als meest opvallende soorten.
Het breedbladig wilgenstruweel wordt gedomineerd door grauwe wilg of boswilg. De aanwezigheid van geoorde wilg markeert de overgang naar het vochtig wilgenstruweel op venige of zure grond.
Voor een compleet overzicht van de indicatieve soorten, zie de klasse van wilgenvloedbossen en -struwelen en de associatie van grauwe wilg.

## Verspreiding en voorkomen
Vochtige wilgenstruwelen op voedselrijke bodem in de getijdenzone vinden we in Vlaanderen enkel langs de Zeeschelde en haar grotere zijrivieren. Daarbuiten vinden we deze vegetatie verspreid in alle regio's, vooral langs rivieren en in beekdalen, maar nooit algemeen.